# Laxenecera pulchella
Laxenecera pulchella là một loài ruồi trong họ Asilidae. Laxenecera pulchella được Oldroyd miêu tả năm 1970. Loài này phân bố ở vùng nhiệt đới châu Phi.